# Dudon de Saint-Quentin
Dudon de Saint-Quentin, degà de Saint-Quentin on va néixer cap al 965, és un cronista picard del segle xi.
Enviat al 986 per Albert I de Vermandois posterior a Ricard I de Normandia, Dudon es quedà alguns anys a Normandia, després de l'èxit de la seva missió a la cort on feu una impressió molt bona. En el moment d'una segona estada a Normandia redactà la seva història dels Normands demanada pel duc Ricard I de Normandia. No se sap gaire altra cosa sobre la seva vida, excepte que va morir abans de 1043.
Dudon sembla que no va consultar cap document existent per redactar, entre 1015 i 1030, el seu Historia Normannorum o Libri III de moribus i actis primorum Normanniae ducum. La seva informació es basa en la tradició oral, sobretot a través del germanastre del duc Ricard, el comte Raul d'Ivry.
En conseqüència, la seva història, dedicada a Adalberó, bisbe de Laon, pren l'aspecte d'una novel·la cortesana, cosa que li fa ser considerat, per crítics competents com Ernst Dümmler o Georg Waitz, com a poc fiable. Altres autoritats, tals com Jules Lair o Johannes Steenstrup consideren però, sense negar la presència de llegendes, el valor d'aquesta obra com a considerable per a la història dels Normands.
Encara que Dudon tingués coneixement de Virgili i d'altres autors llatins, el seu llatí és afectat i obscur. Escrita alternativament en prosa i en vers irregular, l'Historia es divideix en quatre parts i glorifica els Normands dels quals relata la història des del 852 fins a la mort del duc Ricard I al 996. Benet de Sant Maur, Guillem de Jumièges, Robert Wace, Robert de Torigni, Guillem de Poitiers i Hugues de Fleury s'hi basaren àmpliamet a l'hora d'escriure les seves cròniques. L'Historia fou editada per primera vegada el 1619 a París per André Duchesne en el seu Historia Normannorum scriptores antiqui. Existeix una altra edició en la Patrologia Latina, volum CXLI, de Jacques Paul Migne (París, 1844), però la millor és sens dubte la de Lair (Caen, 1865).

## Obra
- De moribus et actis primorum Normanniae ducum, Ed. Jules Lair, Caen, F. Le Blanc-Hardel, 1865.
  - «De moribus et actis primorum Normanniæ ducum - Dudo (dean of St. Quintin.) - Google Llibres». (en francès)
  - «ORB LIBRARY--DUDO». Arxivat de l'original el 2009-08-15. [Consulta: 5 desembre 2008]. (en anglès)